# Navasota (Texas)
Navasota es una ciudad ubicada en el condado de Grimes en el estado estadounidense de Texas. En el Censo de 2010 tenía una población de 7049 habitantes y una densidad poblacional de 368,39 personas por km².

## Geografía
Navasota se encuentra ubicada en las coordenadas 30°23′20″N 96°5′21″O / 30.38889, -96.08917. Según la Oficina del Censo de los Estados Unidos, Navasota tiene una superficie total de 19.13 km², de la cual 19.05 km² corresponden a tierra firme y 0.09 km² (0.46 %) es agua.

## Demografía
Según el censo de 2010, había 7049 personas residiendo en Navasota. La densidad de población era de 368,39 hab./km². De los 7049 habitantes, Navasota estaba compuesto por el 52.4 % blancos, el 30.59 % eran afroamericanos, el 0.45 % eran amerindios, el 0.35 % eran asiáticos, el 0.01 % eran isleños del Pacífico, el 14.13 % eran de otras razas y el 2.06 % pertenecían a dos o más razas. Del total de la población el 38.36 % eran hispanos o latinos de cualquier raza.